# 3e étape du Tour de France 2018
Pour un article plus général, voir Tour de France 2018.
La 3e étape du Tour de France 2018 se déroule le lundi 9 juillet 2018 à et autour de Cholet, sous la forme d'un contre-la-montre par équipes, et sur une distance de 35 kilomètres. Elle est remportée par l'équipe américaine BMC Racing. Le coureur belge Greg Van Avermaet, membre de celle-ci, revêt le maillot jaune.

## Parcours
Traversée de plusieurs communes autour de Cholet : Saint Léger sous Cholet / Saint André de la Marche / La Romagne / La Séguinière. La ville de Cholet a publié une carte détaillée du parcours avec les informations pratiques du Jour J.

## Résultats

### Classement de l'étape
| Classement de l'étape | Classement de l'étape     | Classement de l'étape | Classement de l'étape |
|                       | Équipe                    | Pays                  | Temps                 |
| --------------------- | ------------------------- | --------------------- | --------------------- |
| 1re                   | BMC Racing                | États-Unis            | en 38 min 46 s        |
| 2e                    | Sky                       | Royaume-Uni           | + 4 s                 |
| 3e                    | Quick-Step Floors         | Belgique              | + 7 s                 |
| 4e                    | Mitchelton-Scott          | Australie             | + 9 s                 |
| 5e                    | Sunweb                    | Allemagne             | + 11 s                |
| 6e                    | EF Education First-Drapac | États-Unis            | + 35 s                |
| 7e                    | Bora-Hansgrohe            | Allemagne             | + 50 s                |
| 8e                    | Astana                    | Kazakhstan            | + 51 s                |
| 9e                    | Katusha-Alpecin           | Suisse                | + 52 s                |
| 10e                   | Movistar                  | Espagne               | + 53 s                |
| modifier              |                           |                       |                       |

### Classements aux points intermédiaires
| Classement intermédiaire no1 Saint-André-de-la-Marche - Sèvremoine (km 13) | Classement intermédiaire no1 Saint-André-de-la-Marche - Sèvremoine (km 13) | Classement intermédiaire no1 Saint-André-de-la-Marche - Sèvremoine (km 13) | Classement intermédiaire no1 Saint-André-de-la-Marche - Sèvremoine (km 13) |
|                                                                            | Équipe                                                                     | Pays                                                                       | Temps                                                                      |
| -------------------------------------------------------------------------- | -------------------------------------------------------------------------- | -------------------------------------------------------------------------- | -------------------------------------------------------------------------- |
| 1re                                                                        | Mitchelton-Scott                                                           | Australie                                                                  | en 14 min 13 s                                                             |
| 2e                                                                         | BMC Racing                                                                 | États-Unis                                                                 | + 1 s                                                                      |
| 3e                                                                         | Sky                                                                        | Royaume-Uni                                                                | + 1 s                                                                      |
| 4e                                                                         | Movistar                                                                   | Espagne                                                                    | + 2 s                                                                      |
| 5e                                                                         | Quick-Step Floors                                                          | Belgique                                                                   | + 3 s                                                                      |
| 6e                                                                         | Bora-Hansgrohe                                                             | Allemagne                                                                  | + 13 s                                                                     |
| 7e                                                                         | Trek-Segafredo                                                             | États-Unis                                                                 | + 15 s                                                                     |
| 8e                                                                         | EF Education First-Drapac                                                  | États-Unis                                                                 | + 15 s                                                                     |
| 9e                                                                         | Sunweb                                                                     | Allemagne                                                                  | + 15 s                                                                     |
| 10e                                                                        | Bahrain-Merida                                                             | Bahreïn                                                                    | + 21 s                                                                     |
| modifier                                                                   |                                                                            |                                                                            |                                                                            |

| Classement intermédiaire no2 Côte de La Séguinière (km 26,5) | Classement intermédiaire no2 Côte de La Séguinière (km 26,5) | Classement intermédiaire no2 Côte de La Séguinière (km 26,5) | Classement intermédiaire no2 Côte de La Séguinière (km 26,5) |
|                                                              | Équipe                                                       | Pays                                                         | Temps                                                        |
| ------------------------------------------------------------ | ------------------------------------------------------------ | ------------------------------------------------------------ | ------------------------------------------------------------ |
| 1re                                                          | BMC Racing                                                   | États-Unis                                                   | en 28 min 57 s                                               |
| 2e                                                           | Sky                                                          | Royaume-Uni                                                  | + 6 s                                                        |
| 3e                                                           | Quick-Step Floors                                            | Belgique                                                     | + 6 s                                                        |
| 4e                                                           | Mitchelton-Scott                                             | Australie                                                    | + 10 s                                                       |
| 5e                                                           | Sunweb                                                       | Allemagne                                                    | + 13 s                                                       |
| 6e                                                           | EF Education First-Drapac                                    | États-Unis                                                   | + 24 s                                                       |
| 7e                                                           | Movistar                                                     | Espagne                                                      | + 33 s                                                       |
| 8e                                                           | Bora-Hansgrohe                                               | Allemagne                                                    | + 37 s                                                       |
| 9e                                                           | Bahrain-Merida                                               | Bahreïn                                                      | + 40 s                                                       |
| 10e                                                          | Astana                                                       | Kazakhstan                                                   | + 45 s                                                       |
| modifier                                                     |                                                              |                                                              |                                                              |

## Classements à l'issue de l'étape

### Classement général
| Classement général | Classement général   | Classement général | Classement général        | Classement général |
|                    | Coureur              | Pays               | Équipe                    | Temps              |
| ------------------ | -------------------- | ------------------ | ------------------------- | ------------------ |
| 1er                | Greg Van Avermaet    | Belgique           | BMC Racing                | en 9 h 8 min 55 s  |
| 2e                 | Tejay Van Garderen   | États-Unis         | BMC Racing                | + 0 s              |
| 3e                 | Geraint Thomas       | Royaume-Uni        | Sky                       | + 3 s              |
| 4e                 | Philippe Gilbert     | Belgique           | Quick-Step Floors         | + 5 s              |
| 5e                 | Bob Jungels          | Luxembourg         | Quick-Step Floors         | + 7 s              |
| 6e                 | Julian Alaphilippe   | France             | Quick-Step Floors         | + 7 s              |
| 7e                 | Tom Dumoulin         | Pays-Bas           | Sunweb                    | + 11 s             |
| 8e                 | Søren Kragh Andersen | Danemark           | Sunweb                    | + 11 s             |
| 9e                 | Michael Matthews     | Australie          | Sunweb                    | + 11 s             |
| 10e                | Rigoberto Urán       | Colombie           | EF Education First-Drapac | + 35 s             |
| modifier           |                      |                    |                           |                    |

### Classement par points
| Classement par points | Classement par points | Classement par points | Classement par points | Classement par points |
| --------------------- | --------------------- | --------------------- | --------------------- | --------------------- |
|                       | Coureur               | Pays                  | Équipe                | Point(s)              |
| 1er                   | Peter Sagan           | Slovaquie             | Bora-Hansgrohe        | 104 points            |
| 2e                    | Fernando Gaviria      | Colombie              | Quick-Step Floors     | 78 pts                |
| 3e                    | Alexander Kristoff    | Norvège               | UAE Emirates          | 53 pts                |
| 4e                    | Arnaud Démare         | France                | Groupama-FDJ          | 41 pts                |
| 5e                    | André Greipel         | Allemagne             | Lotto-Soudal          | 35 pts                |
| 6e                    | Sonny Colbrelli       | Italie                | Bahrain-Merida        | 30 pts                |
| 7e                    | Marcel Kittel         | Allemagne             | Katusha-Alpecin       | 28 pts                |
| 8e                    | Sylvain Chavanel      | France                | Direct Énergie        | 20 pts                |
| 9e                    | Jérôme Cousin         | France                | Direct Énergie        | 20 pts                |
| 10e                   | Timothy Dupont        | Belgique              | Wanty-Groupe Gobert   | 19 pts                |
| modifier              |                       |                       |                       |                       |

### Classement du meilleur jeune
| Classement général du meilleur jeune | Classement général du meilleur jeune | Classement général du meilleur jeune | Classement général du meilleur jeune | Classement général du meilleur jeune |
|                                      | Coureur                              | Pays                                 | Équipe                               | Temps                                |
| ------------------------------------ | ------------------------------------ | ------------------------------------ | ------------------------------------ | ------------------------------------ |
| 1er                                  | Søren Kragh Andersen                 | Danemark                             | Sunweb                               | en 9 h 9 min 6 s                     |
| 2e                                   | Egan Bernal                          | Colombie                             | Sky                                  | + 1 min 8 s                          |
| 3e                                   | Magnus Cort Nielsen                  | Danemark                             | Astana                               | + 1 min 22 s                         |
| 4e                                   | Thomas Boudat                        | France                               | Direct Énergie                       | + 1 min 40 s                         |
| 5e                                   | Tiesj Benoot                         | Belgique                             | Lotto-Soudal                         | + 1 min 41 s                         |
| 6e                                   | Antwan Tolhoek                       | Pays-Bas                             | Lotto NL-Jumbo                       | + 1 min 55 s                         |
| 7e                                   | Gregor Mühlberger                    | Autriche                             | Bora-Hansgrohe                       | + 2 min 9 s                          |
| 8e                                   | Dion Smith                           | Nouvelle-Zélande                     | Wanty-Groupe Gobert                  | + 2 min 13 s                         |
| 9e                                   | Amund Grøndahl Jansen                | Norvège                              | Lotto NL-Jumbo                       | + 2 min 24 s                         |
| 10e                                  | Stefan Küng                          | Suisse                               | BMC Racing                           | + 2 min 39 s                         |
| modifier                             |                                      |                                      |                                      |                                      |

### Classement du meilleur grimpeur
| Classement du meilleur grimpeur | Classement du meilleur grimpeur | Classement du meilleur grimpeur | Classement du meilleur grimpeur | Classement du meilleur grimpeur |
| ------------------------------- | ------------------------------- | ------------------------------- | ------------------------------- | ------------------------------- |
|                                 | Coureur                         | Pays                            | Équipe                          | Point(s)                        |
| 1er                             | Dion Smith                      | Nouvelle-Zélande                | Wanty-Groupe Gobert             | 1 point                         |
| 2e                              | Kévin Ledanois                  | France                          | Fortuneo-Samsic                 | 1 pt                            |
| modifier                        |                                 |                                 |                                 |                                 |

### Classement par équipes
| Classement par équipes | Classement par équipes    | Classement par équipes | Classement par équipes |
|                        | Équipe                    | Pays                   | Temps                  |
| ---------------------- | ------------------------- | ---------------------- | ---------------------- |
| 1re                    | Quick-Step Floors         | Belgique               | en 26 h 9 min 20 s     |
| 2e                     | Sunweb                    | Allemagne              | + 4 s                  |
| 3e                     | Bora-Hansgrohe            | Allemagne              | + 43 s                 |
| 4e                     | BMC Racing                | États-Unis             | + 44 s                 |
| 5e                     | Astana                    | Kazakhstan             | + 44 s                 |
| 6e                     | Katusha-Alpecin           | Suisse                 | + 45 s                 |
| 7e                     | Bahrain-Merida            | Bahreïn                | + 59 s                 |
| 8e                     | EF Education First-Drapac | États-Unis             | + 1 min 2 s            |
| 9e                     | Lotto NL-Jumbo            | Pays-Bas               | + 1 min 8 s            |
| 10e                    | Trek-Segafredo            | États-Unis             | + 1 min 9 s            |
| modifier               |                           |                        |                        |

## Abandon(s)
Aucun coureur n'a abandonné au cours de l'étape.